# Uruguay v Brazilia (Campionatul Mondial de Fotbal 1950)
Uruguay v Brazilia a fost meciul decisiv din faza grupelor de la Campionatul Mondial de Fotbal 1950. Meciul s-a jucat pe Estádio do Maracanã în Rio de Janeiro, Brazilia, pe 16 iulie 1950. Înainte de meci, Brazilia avea un singur punct în fața Uruguayului, astfel Uruguayul fiind nevoit sa câștige meciul pentru a deveni campioană mondială, în timp ce Brazilia se mulțumea și cu un egal.
Brazilia a preluat conducerea la scurt timp după pauză prin Friaça, dar Juan Alberto Schiaffino a egalat pentru Uruguay la mijlocul reprizei secunde, iar peste câteva minute Alcides Ghiggia a marcat golul victoriei. Rezultatul e considerat a fi una din cele mai mari răsturnări de scor din istoria fotbalului, și termenul Maracanazo (portugheză Maracanaço, pronunție în portugheză [maɾakɐˈnasu], tradus aproximativ „Lovitura de pe Maracana”) a devenit sinonim pentru acest meci.

## Detaliile meciului
| Uruguay                    | 2 – 1  | Brazilia   |
| -------------------------- | ------ | ---------- |
| Schiaffino 66' Ghiggia 79' | Report | Friaça 47' |

| Uruguay | Brazilia |

| URUGUAY:           |  |                          |
|                    |  |                          |
| P                  |  | Roque Máspoli            |
| F                  |  | Matías González          |
| F                  |  | Víctor Rodríguez Andrade |
| F                  |  | Eusebio Tejera           |
| F                  |  | Schubert Gambetta        |
| M                  |  | Julio Pérez              |
| M                  |  | Obdulio Varela (c)       |
| A                  |  | Alcides Ghiggia          |
| A                  |  | Juan Alberto Schiaffino  |
| A                  |  | Omar Oscar Míguez        |
| A                  |  | Rubén Morán              |
| Antrenor:          |  |                          |
| Juan López Fontana |  |                          |

| BRAZILIA:    |  |                   |
|              |  |                   |
| P            |  | Moacyr Barbosa    |
| F            |  | Augusto           |
| F            |  | Juvenal           |
| F            |  | Bigode            |
| M            |  | José Carlos Bauer |
| M            |  | Danilo            |
| M            |  | Zizinho           |
| M            |  | Jair              |
| A            |  | Friaça            |
| A            |  | Ademir            |
| A            |  | Chico             |
| Antrenor:    |  |                   |
| Flávio Costa |  |                   |